# 巴于斯苏比朗
巴于斯苏比朗（法語：Bahus-Soubiran，法語發音：[bays subiʁɑ̃]）是法国朗德省的一个市镇，属于蒙德马桑区。

## 地理
巴于斯苏比朗（43°40'25"N, 0°21'22"W）面积14.53 平方千米，位于法国新阿基坦大区朗德省，该省份为法国西南部沿海省份，是法國本土面积第二大的省，北起吉倫特省，西临大西洋，南至大西洋比利牛斯省，东临热尔省，东北与洛特-加龍省接壤。
与巴于斯苏比朗接壤的市镇（或旧市镇、城区）包括：阿杜尔河畔艾尔、卡斯泰尔诺蒂尔桑、迪奥尔-巴尚、厄热尼莱班、佩科拉德、圣卢布埃、索尔贝特。
巴于斯苏比朗的时区为UTC+01:00、UTC+02:00（夏令时）。

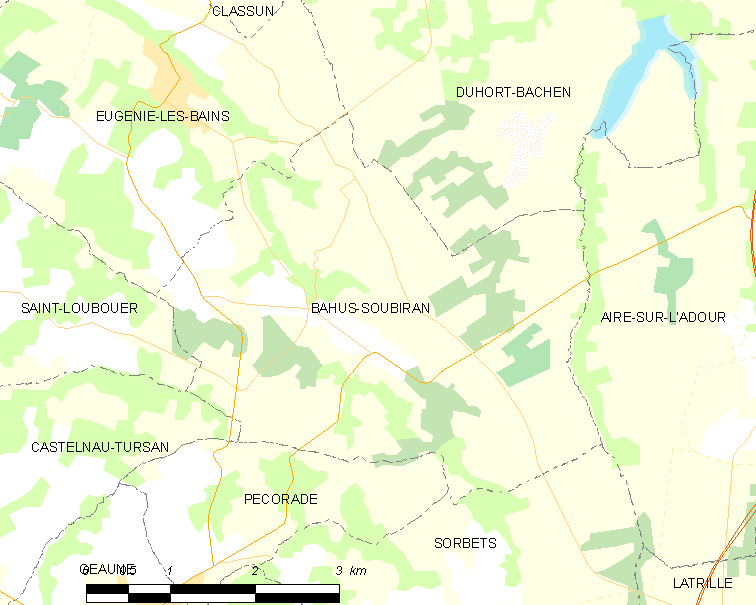
巴于斯苏比朗的OSM定位图

## 行政
巴于斯苏比朗的邮政编码为40320，INSEE市镇编码为40022。

## 政治
巴于斯苏比朗所属的省级选区为阿杜尔-阿马尼亚克县。

## 人口

1962-2008年间巴于斯苏比朗人口变化图示

巴于斯苏比朗于2022年1月1日时的人口数量为393人。